# Rocbaron
Rocbaron est une commune française située dans le département du Var, en région Provence-Alpes-Côte d'Azur. Rocbaron est localement connue pour sa zone commerciale établie au début des années 2000 au pied du sommet de Fray Redon, qui lui donna son nom.

## Géographie

### Localisation
Située à 16 km de Brignoles, 33 km de Hyères, 34 km de Toulon et Saint-Maximin-la-Sainte-Baume, la commune bénéficie d'équipements de proximité.
Après avoir fait partie de la communauté de communes du Val d'Issole, Rocbaron a intégré la communauté d'agglomération de la Provence Verte qui compte 28 communes membres.

### Géologie et relief
Les massifs sont dominés par un couvert forestier de type méditerranéen (chênes).
Les pertes agricoles sont essentiellement imputables à la recolonisation.
Le centre de Rocbaron est quant à lui installé sur un flanc de colline tandis que l’habitat diffus se disperse dans la plaine au nord-ouest du centre. Le village est très étalé.

### Sismicité
Commune classée en zone 2 (sismicité faible).

### Hydrographie et eaux souterraines
À Rocbaron, des documents datant de l'Ancien Régime signalent la présence d'aménagements liés à une gestion rationnelle de l'eau.
Cours d'eau sur la commune ou à son aval :
- rivière l'Issole ;
- ruisseaux le Canadel, de la source de Trian, de la Verrerie, de la Pességuière.

### Climat
Pour des articles plus généraux, voir Climat de Provence-Alpes-Côte d'Azur et Climat du Var.
En 2010, le climat de la commune est de type climat méditerranéen franc, selon une étude du Centre national de la recherche scientifique s'appuyant sur une série de données couvrant la période 1971-2000. En 2020, Météo-France publie une typologie des climats de la France métropolitaine dans laquelle la commune est exposée à un climat méditerranéen et est dans une zone de transition entre les régions climatiques « Provence, Languedoc-Roussillon » et « Var, Alpes-Maritimes ». 
Pour la période 1971-2000, la température annuelle moyenne est de 13,5 °C, avec une amplitude thermique annuelle de 15,7 °C. Le cumul annuel moyen de précipitations est de 725 mm, avec 6,4 jours de précipitations en janvier et 2 jours en juillet. Pour la période 1991-2020, la température moyenne annuelle observée sur la station météorologique de Météo-France la plus proche, « Cuers », sur la commune de Cuers à 8 km à vol d'oiseau, est de 15,5 °C et le cumul annuel moyen de précipitations est de 778,9 mm. 
La température maximale relevée sur cette station est de 41,3 °C, atteinte le 5 août 2017 ; la température minimale est de −9,3 °C, atteinte le 11 février 2012,,. 
| Mois                                  | jan.          | fév.          | mars          | avril         | mai           | juin         | jui.          | août          | sep.          | oct.          | nov.            | déc.          | année     |
| ------------------------------------- | ------------- | ------------- | ------------- | ------------- | ------------- | ------------ | ------------- | ------------- | ------------- | ------------- | --------------- | ------------- | --------- |
| Température minimale moyenne (°C)     | 2             | 2,1           | 4,3           | 7,1           | 10,8          | 14,1         | 16,4          | 16,1          | 13,1          | 10,2          | 6,1             | 2,9           | 8,8       |
| Température moyenne (°C)              | 7,9           | 8,3           | 10,9          | 13,8          | 17,7          | 21,7         | 24,4          | 24,2          | 20,4          | 16,5          | 11,7            | 8,6           | 15,5      |
| Température maximale moyenne (°C)     | 13,7          | 14,5          | 17,5          | 20,5          | 24,5          | 29,3         | 32,4          | 32,3          | 27,6          | 22,8          | 17,4            | 14,3          | 22,2      |
| Record de froid (°C) date du record   | −9,1 07.01.02 | −9,3 11.02.12 | −9,3 02.03.05 | −4,4 08.04.21 | 1,3 07.05.19  | 5,5 04.06.06 | 7,9 17.07.00  | 7,2 23.08.07  | 3,1 21.09.17  | −1,4 22.10.07 | −8,8 23.11.1998 | −9,1 20.12.01 | −9,3 2012 |
| Record de chaleur (°C) date du record | 23,3 10.01.15 | 25,1 03.02.20 | 28,4 21.03.02 | 27,9 23.04.09 | 35,1 12.05.12 | 39 27.06.19  | 39,8 20.07.23 | 41,3 05.08.17 | 35,9 05.09.16 | 31,1 28.10.06 | 27,9 14.11.23   | 23,1 30.12.21 | 41,3 2017 |
| Précipitations (mm)                   | 73,4          | 54,8          | 57,4          | 57,1          | 56,7          | 33,5         | 15,6          | 19,3          | 76,6          | 105,5         | 141,4           | 87,6          | 778,9     |

| Diagramme climatique                                  |             |             |             |              |              |              |              |              |               |              |             |
| J                                                     | F           | M           | A           | M            | J            | J            | A            | S            | O             | N            | D           |
| 13,7273,4                                             | 14,52,154,8 | 17,54,357,4 | 20,57,157,1 | 24,510,856,7 | 29,314,133,5 | 32,416,415,6 | 32,316,119,3 | 27,613,176,6 | 22,810,2105,5 | 17,46,1141,4 | 14,32,987,6 |
| Moyennes : • Temp. maxi et mini °C • Précipitation mm |             |             |             |              |              |              |              |              |               |              |             |

Les paramètres climatiques de la commune ont été estimés pour le milieu du siècle (2041-2070) selon différents scénarios d'émission de gaz à effet de serre à partir des nouvelles projections climatiques de référence DRIAS-2020. Ils sont consultables sur un site dédié publié par Météo-France en novembre 2022.

### Voies de communications et transports

#### Voies routières
Proche de la nationale 97 et l'A57, la commune est traversée par les départementales 12 (Brignoles-Les Salins), 43 (Brignoles-Cuers), 68 (Rocbaron-Néoules), et 81 (Rocbaron-Garéoult).
La D43 fait office d'axe structurant entre le centre Var et l'A57

#### Transports en commun
La commune est desservie par le réseau de transports du Var "Zou !", et depuis 2018, par le réseau de transports Mouv'enbus mis en place par l'agglomération Provence Verte.

##### Lignes SNCF
La gare TER la plus proche est la gare de Cuers-Pierrefeu.
La gare intercités la plus proche est la gare de Carnoules.
La gare TGV la plus proche est la gare de Toulon.
À noter qu'il existe aussi la Gare de Sainte-Anastasie-sur-Issole, desservie par le train touristique du centre-Var depuis 1994, et qu'avant cela, la gare la plus proche était celle de gare de Forcalqueiret-Garéoult, située sur la Ligne de Carnoules à Gardanne que le train touristique emprunte entre Carnoules et Brignoles.

##### Transports aériens
Les aéroports les plus proches sont :
- l'aéroport de Toulon-Hyères ;
- l'aéroport de Marseille Provence.

##### Ports
- Ports en Provence-Alpes-Côte d'Azur :
  - rade de Toulon,
  - port de Marseille.

## Toponymie
Rocbaron s'écrit Ròcbaron en provençal selon la norme classique et Rocbaroun selon la norme mistralienne.[réf. nécessaire]

## Histoire
Le castrum de Forcalqueiret apparaît dans les textes en 1025.
Les terres de Forcalqueiret appartiennent alors aux vicomtes de Marseille qui en font don, dès le XIe siècle à l'abbaye de Saint-Victor. Le fief comprenant les actuelles communes de Rocbaron, Forcalqueiret et Sainte-Anastasie est reconstitué au XIIIe siècle par Geoffroy Reforciat, vicomte de Marseille et seigneur de Trets.
Le 3 janvier 1227, le seigneur du lieu Guillaume de Rochabaron vend sa seigneurie à son suzerain Geoffroy Reforciat.
Au XVIIIe siècle, la nouvelle église est construite en remplacement de l'ancienne, située près des ruines du château, également dédiée à saint Sauveur.
Le 15 juin 1940, un combat aérien au-dessus de Rocbaron oppose des aviateurs italiens aux pilotes français de l’aéronavale parmi lesquels Marcel Le Bihan.

## Politique et administration

### Liste des maires
| Période                                  | Période   | Identité                           | Étiquette | Qualité |
| ---------------------------------------- | --------- | ---------------------------------- | --------- | --- |
| Les données manquantes sont à compléter. |           |                                    |           | |
| 1955                                     | 1964      | Sauveur-Joseph Desulier (Désulier) |           | Propriétaire |
| 1945                                     | 1947      | Louis Gueit                        |           | |
| 1947                                     | 1955      | Antoine Boyer                      |           | |
| 1955                                     | mars 1959 | Charles Trabaud                    |           | |
| mars 1959                                | mars 1965 | Gorges Commarmond                  |           | |
| mars 1965                                | mars 1977 | Jean Boyer                         |           | |
| mars 1977                                | mars 1983 | Lucien Paye                        |           | |
| mars 1983                                | juin 1995 | Gilbert Mestre                     |           | |
| juin 1995                                | en cours  | Jean-Claude Félix                  | DVD       | Consultant en entreprise 3e vice-président de la CA de la Provence Verte (2018 → ) Réélu pour le mandat 2020-2026 |

### Budget et fiscalité 2020
En 2020, le budget de la commune était constitué ainsi :
- total des produits de fonctionnement : 4 919 000 €, soit 965 € par habitant ;
- total des charges de fonctionnement : 4 529 000 €, soit 902 € par habitant ;
- total des ressources d'investissement : 1 535 000 €, soit 301 € par habitant ;
- total des emplois d'investissement : 2 311 000 €, soit 453 € par habitant ;
- endettement : 3 063 000 €, soit 601 € par habitant.

Avec les taux de fiscalité suivants :
- taxe d'habitation : 12,72 % ;
- taxe foncière sur les propriétés bâties : 19,48 % ;
- taxe foncière sur les propriétés non bâties : 81,45 % ;
- taxe additionnelle à la taxe foncière sur les propriétés non bâties : 0,00 % ;
- cotisation foncière des entreprises : 0,00 %.

Chiffres clés Revenus et pauvreté des ménages en 2018 : médiane en 2018 du revenu disponible, par unité de consommation : 23 120 €.

### Intercommunalité
Rocbaron est membre de l'agglomération de la Provence verte créée le 1er janvier 2017, issue de la fusion des communautés de communes de Sainte-Baume-Mont-Aurélien, Val-d'issole et Comté de Provence, en application de la loi n° 2015-991 du 7 août 2015 portant nouvelle organisation territoriale de la République, également connue en tant que Loi NOTRe, et à l'arrêté préfectoral du 5 juillet 2016.
Le projet de schéma départemental de coopération intercommunale de 2015 avait souhaité une fusion des trois communautés de communes Comté de Provence,Sainte-Baume Mont-Aurélien et du Val d'Issole pour constituer une nouvelle agglomération de 95 278 habitants en 2014, articulée autour des pôles urbains de Brignoles et Saint-Maximin-la-Saint-Baume. L'arrêté de création est intervenu le 5 juillet 2016.

## Urbanisme

### Typologie
Au 1er janvier 2024, Rocbaron est catégorisée bourg rural, selon la nouvelle grille communale de densité à sept niveaux définie par l'Insee en 2022.
Elle appartient à l'unité urbaine de Rocbaron, une unité urbaine monocommunale constituant une ville isolée,. Par ailleurs la commune fait partie de l'aire d'attraction de Toulon, dont elle est une commune de la couronne,. Cette aire, qui regroupe 35 communes, est catégorisée dans les aires de 200 000 à moins de 700 000 habitants,.

### Occupation des sols
L'occupation des sols de la commune, telle qu'elle ressort de la base de données européenne d’occupation biophysique des sols Corine Land Cover (CLC), est marquée par l'importance des forêts et milieux semi-naturels (59,3 % en 2018), en diminution par rapport à 1990 (63,4 %). La répartition détaillée en 2018 est la suivante : 
forêts (58,7 %), zones urbanisées (17,8 %), zones agricoles hétérogènes (13,6 %), cultures permanentes (8,7 %), terres arables (0,7 %), milieux à végétation arbustive et/ou herbacée (0,6 %). L'évolution de l’occupation des sols de la commune et de ses infrastructures peut être observée sur les différentes représentations cartographiques du territoire : la carte de Cassini (XVIIIe siècle), la carte d'état-major (1820-1866) et les cartes ou photos aériennes de l'IGN pour la période actuelle (1950 à aujourd'hui).

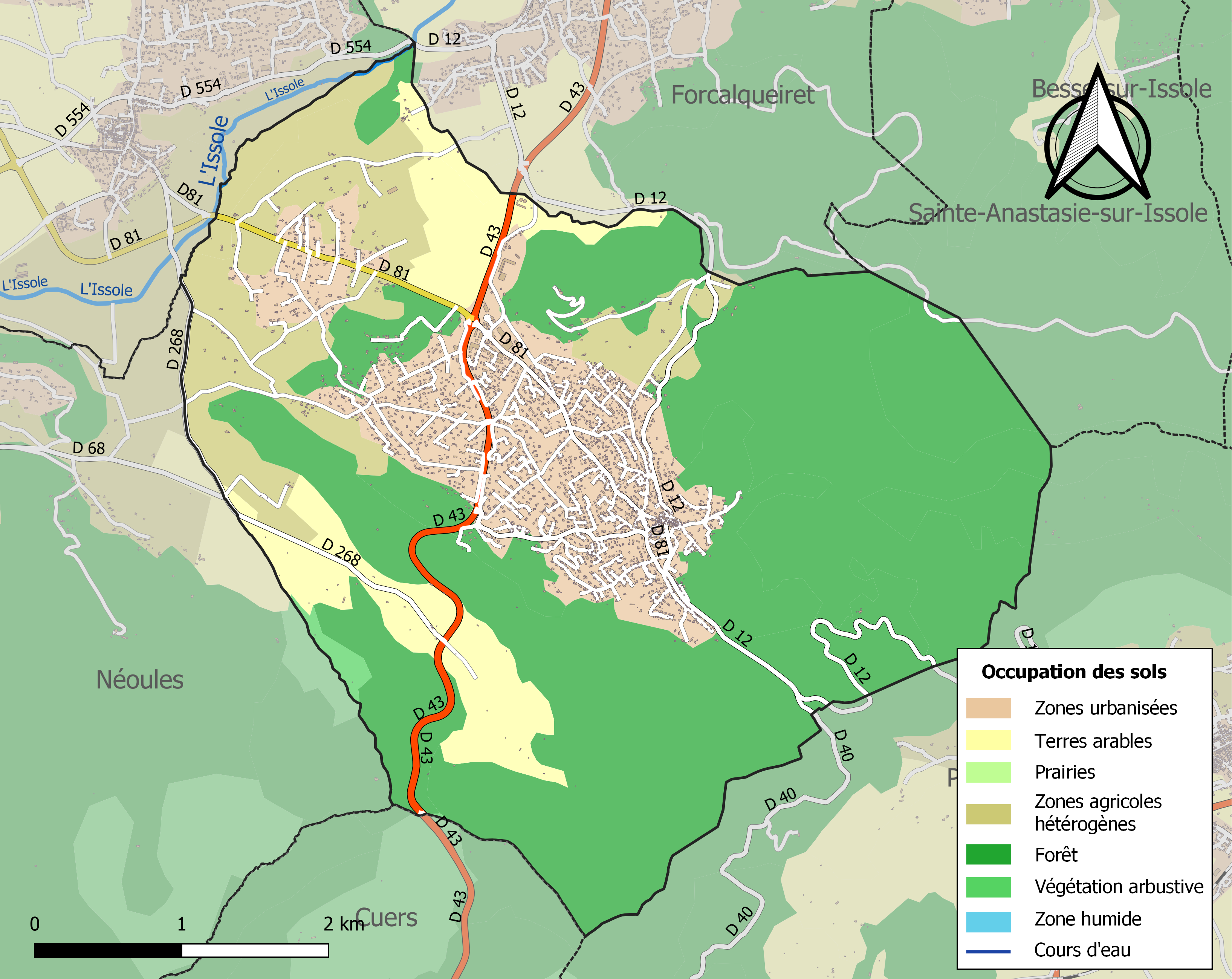
Carte des infrastructures et de l'occupation des sols de la commune en 2018 (CLC).

## Population et société

### Démographie

#### Évolution démographique
L'évolution du nombre d'habitants est connue à travers les recensements de la population effectués dans la commune depuis 1793. Pour les communes de moins de 10 000 habitants, une enquête de recensement portant sur toute la population est réalisée tous les cinq ans, les populations de référence des années intermédiaires étant quant à elles estimées par interpolation ou extrapolation. Pour la commune, le premier recensement exhaustif entrant dans le cadre du nouveau dispositif a été réalisé en 2004.

En 2022, la commune comptait 5 489 habitants, en évolution de +11,45 % par rapport à 2016 (Var : +4,98 %, France hors Mayotte : +2,11 %).
| 1793 | 1800 | 1806 | 1821 | 1831 | 1836 | 1841 | 1846 | 1851 |
| ---- | ---- | ---- | ---- | ---- | ---- | ---- | ---- | ---- |
| 300  | 261  | 289  | 315  | 329  | 324  | 280  | 252  | 246  |

| 1856 | 1861 | 1866 | 1872 | 1876 | 1881 | 1886 | 1891 | 1896 |
| ---- | ---- | ---- | ---- | ---- | ---- | ---- | ---- | ---- |
| 266  | 295  | 263  | 278  | 262  | 186  | 143  | 154  | 156  |

| 1901 | 1906 | 1911 | 1921 | 1926 | 1931 | 1936 | 1946 | 1954 |
| ---- | ---- | ---- | ---- | ---- | ---- | ---- | ---- | ---- |
| 141  | 142  | 142  | 141  | 127  | 133  | 120  | 79   | 86   |

| 1962 | 1968 | 1975 | 1982 | 1990  | 1999  | 2004  | 2006  | 2009  |
| ---- | ---- | ---- | ---- | ----- | ----- | ----- | ----- | ----- |
| 92   | 222  | 310  | 778  | 1 774 | 3 026 | 3 180 | 3 264 | 3 544 |

| 2014  | 2019  | 2022  | - | - | - | - | - | - |
| ----- | ----- | ----- | - | - | - | - | - | - |
| 4 718 | 5 250 | 5 489 | - | - | - | - | - | - |

### Festivités et manifestation
- La fête des métiers d'antan chaque année le dernier week-end de mai[38].

### Enseignement
La commune dispose d'une école maternelle, d'une école primaire et d'un collège.
Les lycées les plus proches se trouvent à Cuers, Brignoles, La celle et Toulon.

### Santé
- Professionnels et établissements de santé sur la commune[40] : médecins, infirmiers, pharmacie...

### Cultes
- Culte catholique. Paroisse de Garéoult (paroisses du Plateau de l'Issole)[41], Diocèse de Fréjus-Toulon.

## Économie

### Entreprises et commerces

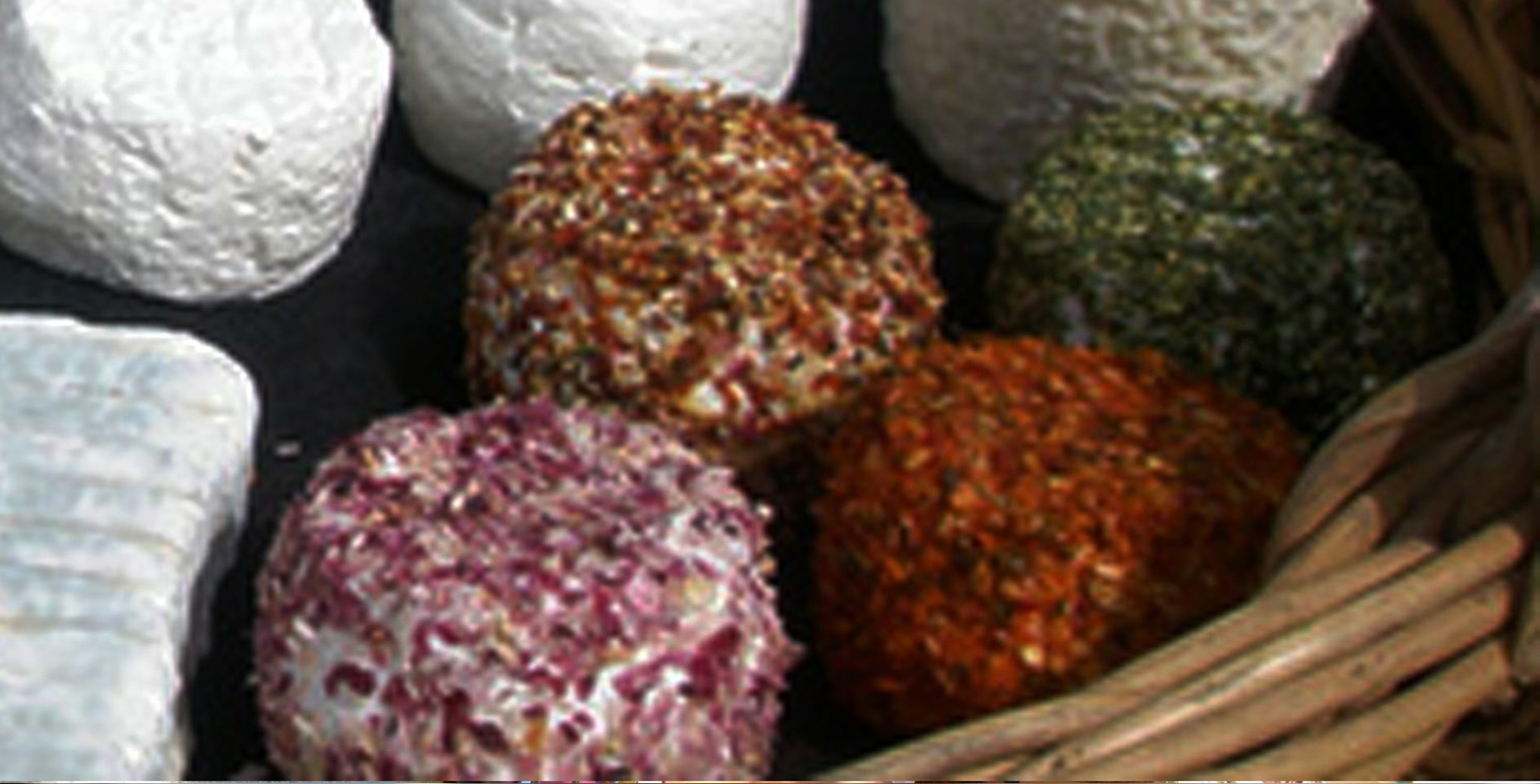
Rocbarons aux herbes et aux épices.

#### Agriculture
- Rocbaron est une commune française ayant l'autorisation de produire les vins d'appellations suivantes[42] : 
  - le Coteaux-varois-en-provence,
  - le Méditerranée (IGP),
  - le Var (IGP).
- Domaine de la Pességuière[43].
- Chèvrerie du Domaine de La Verrerie[44].

#### Tourisme
Outre son activité agricole, la commune oriente son développement vers le tourisme.
Un schéma territorial de développement et d’organisation touristique durable a été élaboré pour définir une stratégie touristique pour le pays de la Provence Verte sur la période 2013-2018.
- Camping Soleiluna[47],[48].
- Chambres d'hôtes
- Gite de France.

#### Commerces et artisanat
- Commerces et services de proximité[49].
- Le santonnier Paul Garrel[50],[51].
- Monique Rouquier Atelier Double Huit[52].

## Culture locale et patrimoine

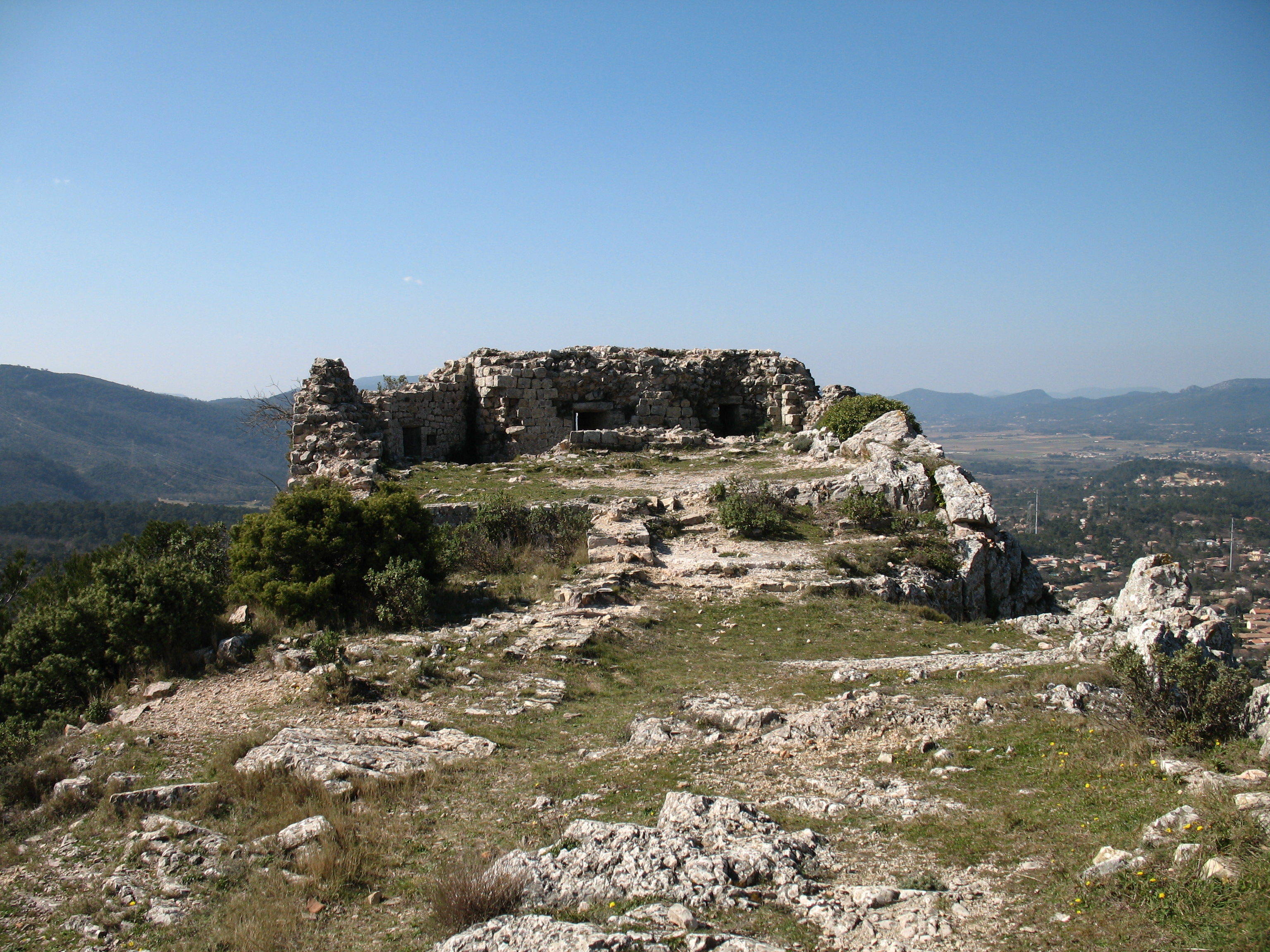
Ruines du château St Sauveur - Vue intérieure Ouest.
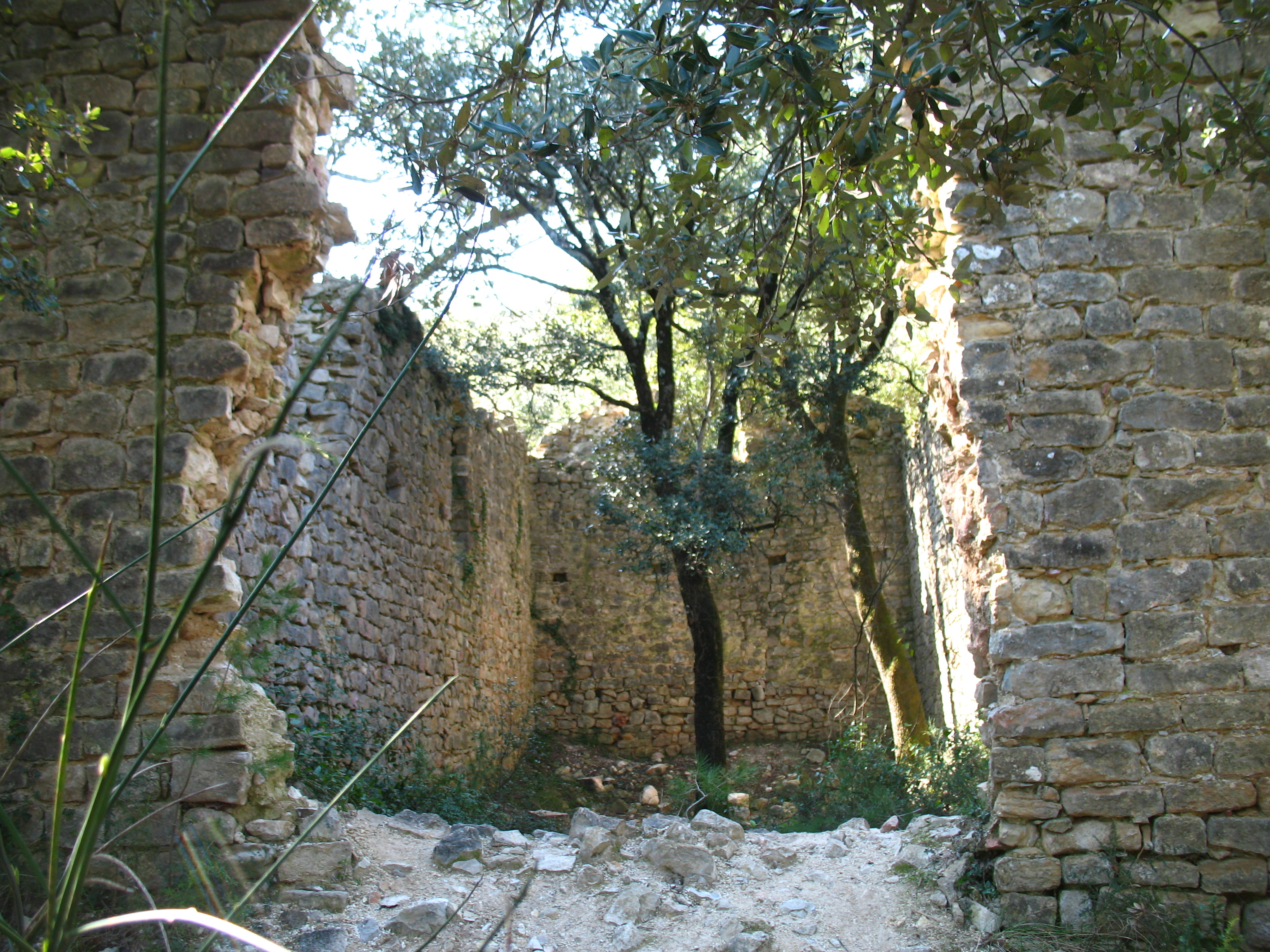
Ruines ancienne église.
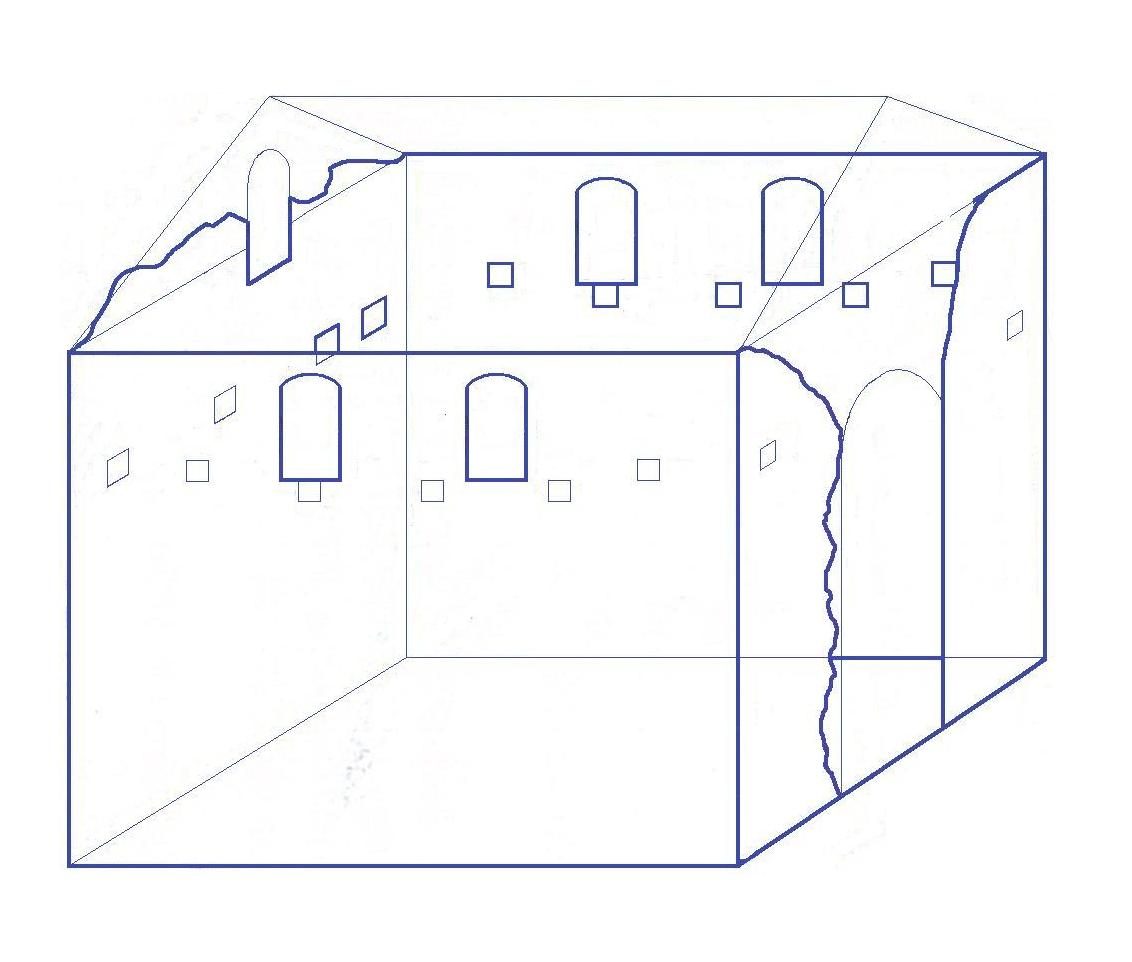
Ancienne église en ruine : Schéma pour tentative de visualisation.

### Lieux et monuments

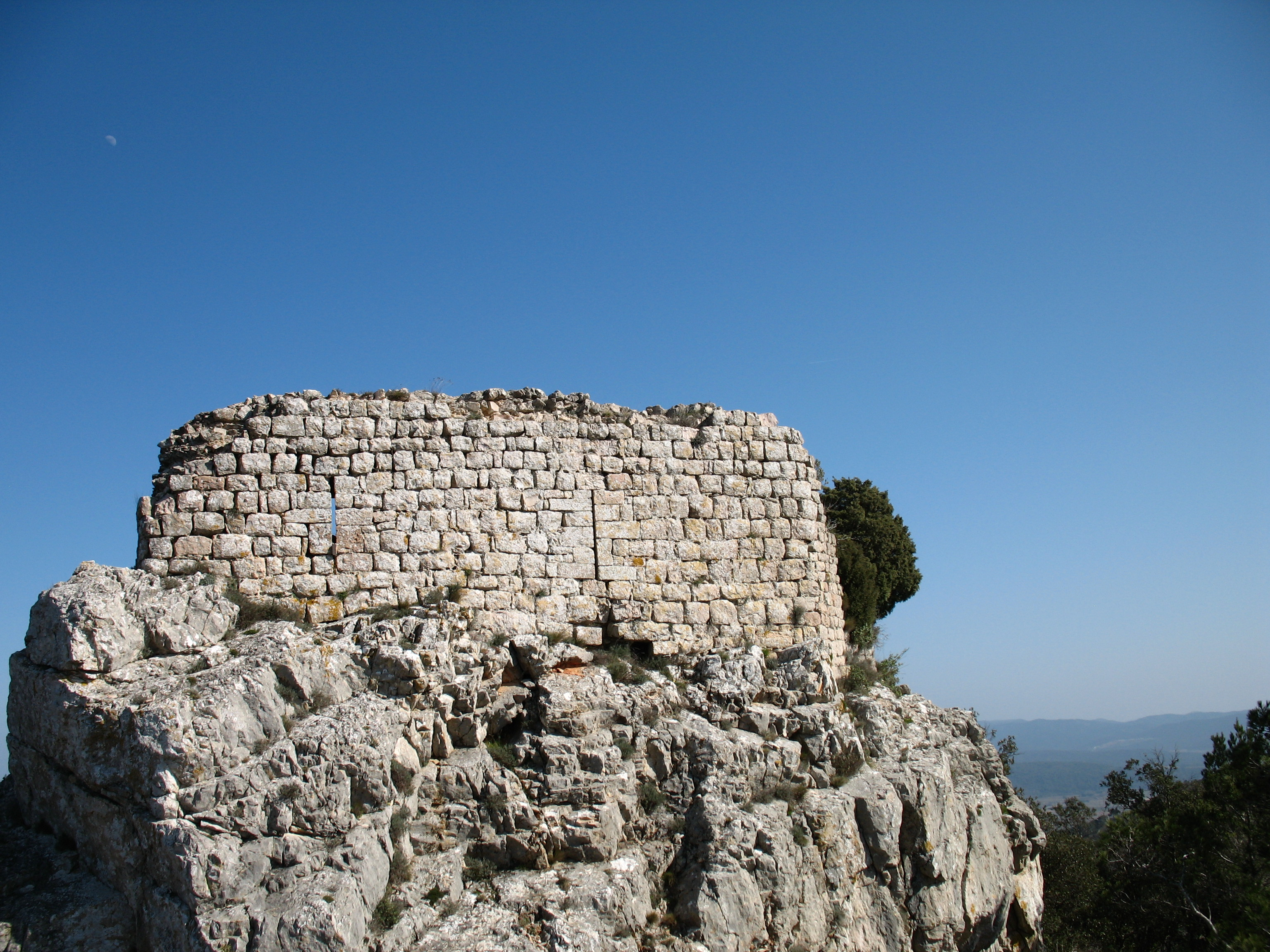
Ruines du château Saint-Sauveur de Rocbaron.

- Oppidum de l'âge du fer et la grotte de Théméré[53],[54],[55] ;
- Ruines du château Saint-Sauveur (XIIe siècle)[56] et de l'ancienne chapelle (jamais achevée) ;
- Fontaine romane de la Fardelle ;
- Le beffroi carré avec son clocher ;
- Les fours à cade et à chaux au domaine de la Verrerie[57] ;
- Les 5 puits prétendus romains, en réalité contemporains du développement du village[58] ;
- Le four de l'ancienne boulangerie[59] ;
- L'observatoire. Rocbaron est classé 1re réserve étoilée de France[60],[61].

Patrimoine religieux :
- Église Saint-Sauveur[62] et sa cloche de 1733[63] ;
- Ancienne église ;
- Les monuments commémoratifs[64],[65].

### Héraldique
| Blason de Rocbaron | Blason  | D'argent au pressoir au naturel, chapé ployé d'azur, à la couronne de baron au naturel enfilée et brochant sur les traits du chapé.                                                           |
| Blason de Rocbaron | Détails | Devise : rocca de barone |
| Blason de Rocbaron | Alias   | D'azur à la vigne feuillée et fruitée au naturel, chapé ployé d'argent, une couronne de baron d'or perlée aussi d'argent enfilée brochant sur les traits du chapé (adopté le 1 octobre 1987). |